# André Marie Constant Duméril
André Marie Constant Duméril (ur. 1 stycznia 1774 w Amiens, zm. 14 sierpnia 1860 w Paryżu) – francuski zoolog.
Był profesorem anatomii w Narodowym Muzeum Historii Naturalnej od 1801 do 1812, potem został profesorem herpetologii i ichtiologii. Jego syn Auguste Duméril także był zoologiem.
W dziele Zoologie analytique (1805) wprowadził obowiązującą do dziś nazwę typu ramienionogów (Brachiopoda).
W dziele Erpétologie générale, które wydał razem z Bibronem (1835–50), podał po raz pierwszy opis systematyczny znanych gadów.